# Los Constituyentes Uno
Los Constituyentes Uno är en ort i Mexiko.   Den ligger i kommunen Las Choapas och delstaten Veracruz, i den sydöstra delen av landet, 600 km öster om huvudstaden Mexico City. Los Constituyentes Uno ligger 280 meter över havet och antalet invånare är 356.
Terrängen runt Los Constituyentes Uno är huvudsakligen kuperad, men söderut är den platt. Runt Los Constituyentes Uno är det ganska glesbefolkat, med 42 invånare per kvadratkilometer. Närmaste större samhälle är Raudales Malpaso, 17,3 km sydost om Los Constituyentes Uno. Omgivningarna runt Los Constituyentes Uno är en mosaik av jordbruksmark och naturlig växtlighet.